# Bibliothek der Stiftung Waldensisches Kulturzentrum
Die Bibliothek der Stiftung Waldensisches Kulturzentrum befindet sich im piemontesischen Torre Pellice. Sie gehört zur Stiftung Waldensisches Kulturzentrum, dem Centro Culturale Valdese (CCV). Dieses wurde im besagten Hauptort der Waldensertäler gegründet, genauer gesagt im Pellice-Tal. 
Die Bibliothek bietet 85.000 Bände, dazu etwa 900 Zeitschriften, von denen 165 fortlaufend abonniert sind. Hinzu kommen Drucke des 16. und 17. Jahrhunderts, sogenannte Cinquecentine und Seicentine, sowie 1.500 Bibeln. Der Bestand bietet historische und theologische Schwerpunkte zur Geschichte und Kultur der Waldenser und der protestantischen Gruppen in Italien. Daher gehört das Haus nicht nur dem Servizio bibliotecario nazionale an, sondern partizipiert auch am Projekt Bibliografia valdese on line. Daneben unterhält die Stiftung die Biblioteca della Società di studi valdesi. Diese Spezialbibliothek zu den Themen Reformation, Waldensergeschichtte und religiöse Bewegungen in Italien bietet weitere 13.000 Bände und 200 Periodika, von denen etwa 70 fortlaufend sind.

## Geschichte
Die heutige Bibliothek geht auf die Fusion der Bibliothèque du Collège und der Bibliothèque pastorale zurück, wie sie in den 1830er und 1840er Jahren durchgeführt wurde. Beide Bibliotheken befanden sich im Waldenserkollegium. 1889 wurde die Casa valdese errichtet, um an die Glorieuse rentrée zu erinnern, die Rückkehr der Waldenser aus Genf im Jahr 1689. Ein weiterer Bestand wurde von dem Bibliothekar Alexandre Vinay gestiftet, der seit 1879 im Amt war. Es handelte sich um 16.000 Bände der Nouvelle Bibliothèque Vaudoise, wie seine Sammlung genannt wurde. In den 1930er Jahren barg die Bibliothek etwa 30.000 Bände, 1963 zälte man 50.000, 1979 bereits 71.000 Bände. 1989 wurden die drei Bibliotheken gemeinsam in das heutige Domizil transferiert. Allerdings verblieben im Alten Saal der Casa Valdese Teile der historischen Bestände.  
Da seit der Ausgabe der Waldenserbibliographie von Giovanni Gonnet und Augusto Armand Hugon von 1953 keine neuere Ausgabe erschienen war, entschloss sich die Fondazione Centro culturale valdese in Zusammenarbeit mit der Società di studi valdesi zu einer Neuausgabe in digitaler Form, die seit 2003 via Internet verfügbar ist, inzwischen in vier Sprachen, darunter auch Deutsch.
Seit 2012 ist gleichfalls via Internet das von der Società di studi valdesi betreute Dizionario Biografico dei Protestanti in Italia verfügbar, das ‚Biographische Wörterbuch der Protestanten in Italien‘.
Seit 2014 wird der in der Biblioteca Nazionale Centrale befindliche Nachlass des Piero Guicciardini (1808–1886) katalogisiert und in digitaler Form zugänglich gemacht. Guicciardini war Mitgründer der Chiesa Cristiana Evangelica dei Fratelli. Zu seinem Nachlass zählen 1.800 Drucke des 16. Jahrhunderts, alle Bibelausgaben des 18. und Schriften der Reformatoren des 19. Jahrhunderts.

## Bestände
Entsprechend der systematischen Beschaffung einerseits und der zahlreichen, meist unsystematischen Sammlungen, die das Haus in Form von Stiftungen und Zuwendungen aufnahm, sind die Bestände von stark divergierender Natur. Einen wesentlichen Teil bilden theologische Werke aus dem Umfeld des Protestantismus, dann deren Kirchengeschichte(n). Vielfach sind dies französische und deutsche, aber auch englische Werke, vor allem aber italienische.
Hervorzuheben ist dabei die Stiftung des Waldensischen Komitees von Edinburgh, vor allem von schottischen Besuchern, die im 19. Jahrhundert in den Waldensertälern gereist waren. Auch die Publikationen der Casa editrice Claudiana ist in größtmöglicher Kontinuität überliefert, ähnlich wie diejenigen anderer protestantischer Verlage, wie etwa der Doxa di Gangale. Ähnliches gilt für die Periodika, zu denen jüngst ein großer Bestand der Heilsarmee hinzukam.
Die Cinque- und Seicentine bestehen vor allem in Schriften der Reformatoren, wie Jean Calvin, Philipp Melanchthon, Martin Bucer oder Huldrych Zwingli, aber auch in Bibelausgaben. Hinzu kommen spätere Drucke zu den Themenkreisen Philologie, Philosophie, Pädagogik und Naturwissenschaften, aber auch ethnographische Schriften insbesondere zum Alpenbereich, aber auch zu übergreifenden Fragestellungen, wie im Fonds Prochet mit seinen 1.200 Bänden.